# Lophopoeum centromaculatum
Lophopoeum centromaculatum är en skalbaggsart som beskrevs av Monné och Martins 1976. Lophopoeum centromaculatum ingår i släktet Lophopoeum och familjen långhorningar.
Artens utbredningsområde är Honduras. Inga underarter finns listade i Catalogue of Life.